# Maximiliano del Pino
Maximiliano del Pino y Gómez (Málaga, ca. 1835 – Madrid, 1899) fue un militar español. 

## Biografía
Era hijo de José del Pino y Antonia Gómez. Servía en el Ejército y era comandante del primer batallón de cazadores de la brigada volante.
En septiembre de 1873 ingresó en las huestes del pretendiente Don Carlos con el grado de teniente coronel y participó en la tercera guerra carlista. Al año siguiente ascendió a coronel por méritos de guerra. Siendo primer jefe del batallón de cazadores del Cid, tomó parte en las batallas de Somorrostro, Abárzuza, Lácar, Quincoces y otras.
Según la Enciclopedia Espasa, terminada la guerra, vivió en el ostracismo y en la estrechez, y residió en Madrid, donde era colaborador del periódico El Centro.
Falleció el 7 de noviembre de 1899, a los 64 años de edad, en su piso de la calle de la Aduana, 4. Estuvo casado con la malagueña Luisa Dorado y Puello, con quien no tuvo descendencia.